# Группа Джевдета Мустафы
Группа Джевдета Мустафы (алб. Grupi i Xhevdet Mustafa) — организация албанских антикоммунистов, предпринявшая в 1982 году безуспешную попытку устранения первого секретаря ЦК АПТ Энвера Ходжи, главы коммунистического режима НСРА.

## Состав и замысел
В организацию входили Джевдет Мустафа, Халит Байрами, Сабаудин Хаснедар, Фадиль Кацели (брат Йонуза Кацели). Все они к 1982 году являлись политическими эмигрантами. Лидером был Мустафа, проживавший с семьёй в Нью-Йорке и связанный с криминальными структурами балканских диаспор. Его идеей стало освобождение Албании — убийство первого секретаря ЦК Албанской партии труда Энвера Ходжи, свержение коммунистического режима НСРА и восстановление монархии.

Ради жизни албанцев — убрать коммунистических преступников. Дайте мне пистолет, и я убью албанского сатану.
— Джевдет Мустафа
По информации Скендера Зогу, члена албанской королевской семьи, его двоюродный брат — претендент на престол Лека I встретился в Новой Зеландии с Джевдетом Мустафой. В состоявшейся беседе был намечен план ликвидации Энвера Ходжи.

## Высадка, бой, гибель
Замысел Мустафы стал заранее известен Сигурими — службе госбезопасности НСРА. Утечка была тем более вероятной, что члены группы, знакомые между собой по каналам диаспоры, двигались в Албанию с разных концов Земли и пользовались случайными связями. К встрече были подготовлены не только госбезопасность и МВД, но и армейские подразделения общей численностью до 10 тысяч человек с артиллерией. Однако 25 сентября 1982 года группа нелегально проникла в Албанию через Адриатическое побережье. Практически сразу она распалась, и участники были захвачены поодиночке.
По данным органов МВД НСРА, не добравшись до Тираны, Мустафа успел совершить несколько убийств — в том числе полицейского патрульного с его штатским спутником. 27 сентября 1982 года Джевдет Мустафа был блокирован госбезопасностью в здании бывшей мечети села Ковач, где жила его мать. Он застрелил хозяина дома, замахнувшегося на него топором, и взял в заложники троих его дочерей. Спецоперация албанской госбезопасности продолжалась пять часов. От предложения сдаться Мустафа отказался, вступив в перестрелку с представителями правопорядка в ходе которой был убит, сказав перед этим: «Никогда не сдамся живым, никогда не стану торговаться с коммунистами».

## Суд. Версии и последствия
Только один из членов группы Мустафы — Халит Байрами — остался жив и предстал перед судом. В молодости Байрами служил в госбезопасности НРА. Вступив в конфликт с Мехметом Шеху, он сумел бежать за границу, через Грецию перебрался в Новую Зеландию. Байрами дал на суде показания, из которых следовало, что в заговоре против Ходжи участвовали ЦРУ США, югославская спецслужба UDBA и министр обороны НСРА Кадри Хазбиу, член политбюро ЦК АПТ и бывший руководитель «Сигурими». По всей видимости, такие показания требовались албанским властям в политико-пропагандистских целях. После этого Байрами, несмотря на совершённое им тяжкое государственное преступление — участие в террористическом антиправительственном заговоре, был освобождён и выслан обратно в Новую Зеландию, где вернулся в свой оклендский дом.
История несостоявшегося покушения на Энвера Ходжу изобилует неясностями. Действия Джевдета Мустафы производят впечатление заранее обречённой авантюры. Существуют, однако, предположения, что он — вероятно, неосознанно — выполнял установки американских либо югославских спецслужб. Другие наблюдатели не исключают, что устранение Ходжи готовил член албанского коммунистического руководства Рамиз Алия, дабы ускорить свой приход к верховной власти. Предположение об интриге в партийно-государственном руководстве (где продолжался передел власти после устранения Мехмета Шеху) косвенно подтверждается тем, что 15 октября 1982 был арестован и 10 сентября 1983 расстрелян Кадри Хазбиу (вместе с Фечором Шеху).
«Дело Мустафы» было использовано коммунистическим режимом для обоснования нового витка репрессивной политики. Джевдет Мустафа был заклеймён как террорист и убийца. Суд и неожиданное освобождение Халита Байрами прекратили публичную огласку дела. Не возобновилась она и со смертью Ходжи в 1985 году. После падения коммунистического режима в 1990—1992 годах часть албанцев считает Джевдета Мустафу героем сопротивления коммунистическому режиму.